# Бустаманте, Серхио
Серхио Эмилио Эдгардо де Бустаманте и Артеага Роа (исп. Sergio Emilio Edgardo de Bustamante y Arteaga Roa) (18 октября 1934, Мехико, Мексика — 22 мая 2014, Пуэбла-де-Сарагоса, Пуэбла, Мексика) — мексиканский актёр театра и кино и мастер дубляжа.

## Биография
Родился 18 октября 1934 года в Мехико. После окончания школы поступил на факультет психологии в UNAM, а также параллельно с этим изучал актёрское мастерство в школе театрального искусства. Первоначально дебютировал в мексиканском театре, а в 1958 году в мексиканском кинематографе и сыграл в 77 работах в кино и телесериалах. Был плодовитым киноактёром, сыгравший ряд ведущих ролей в кино и телесериалах. Также был известен в области дубляжа, озвучив ряд зарубежных актёров, а также с 1991 по 1997 годы был главным голосом Canal de Las Estrellas, где озвучивал афиши и анонсы телеканала. Актёр был номинирован 4 раза на различные премии, из которых ему удалось победить в трёх из них (актёр потерпел поражение на премии TVyNovelas в 1991 году, где был номинирован как «Лучший злодей» в телесериале Пепел и алмазы. Премии Ariel de Plata и Diosas de Plata актёр получил в 1973 году за роль в фильме Начало в номинации лучшая мужская роль, премию Bravo актёр получил в 2002 году за роль в телесериале Женщина с ароматом кофе в номинации лучшая мужская роль.
22 мая 2014 года актёр со своей женой, актрисой Лурдес Сосой выехали из Мехико в Пуэбла-де-Сарагосу чтобы отметить день рождения своего лучшего друга, но этому не суждено было случиться, ибо у актёра в тот день случился острый молниеносный  инфаркт миокарда который привёл к клинической смерти. Его экстренно госпитализировали в отделение неотложной помощи, но там актёру к большому сожалению  ничем помочь уже не смогли, в тот же день вечером он скончался.

## Личная жизнь
Серхио Бустаманте был женат лишь один раз. Вдова — актриса Лурдес Соса.

## Фильмография

### Телесериалы
| Год  | Название телесериала | Роль |
| ---- | -------------------- | ---- |
| 1960 | Любовные письма      |      |

### Фильмы
| Год  | Название фильма             | Роль                         |
| ---- | --------------------------- | ---------------------------- |
| 1958 | Люби своего ближнего; Шлюха | Анхель Мартинельи/Сото; Луис |
|      |                             |                              |

## Театральные работы
| Название спектакля | Роль |
| --- | ---- |
| Алхимик; Беркли-сквер; Девушка из провинции; Дикие петухи; Жизнь - это мечта; Исрафель; Калигула; Корыстные интересы; Маленькая сирота Энни; Мальчики в группе; Отверженные; Придворная школа; Сломанный кувшин; Соломенная шляпа из Италии; Тамара |      |

## Дубляж[3]
Зарубежные актёры, говорившие голосом Серхио Бустаманте.
- Энтони Куинн
- Марчелло Мастрояни
- Питер О'Тул
- Фрэнк Синатра
- Омар Шариф